# Fusinus profetai
Fusinus profetai là một loài ốc biển, là động vật thân mềm chân bụng sống ở biển trong họ Fasciolariidae.

## Miêu tả
Loài này có kích thước giữa 10 mm and 14 mm

## Phân bố
Loài này phân bố ở vùng biển châu Âu và in Địa Trung Hải along Spain and Hy Lạp.